# Werner Hilpert

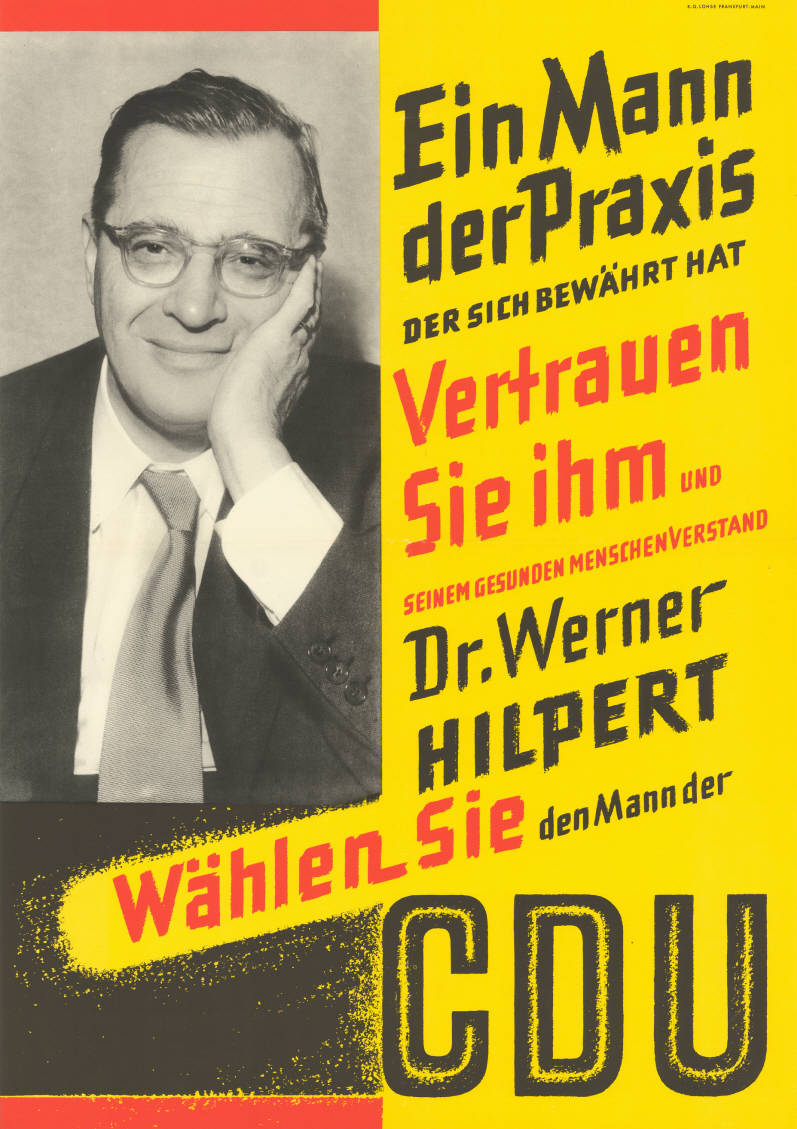
Werner Hilpert auf einem Wahlplakat zur Landtagswahl 1946

Werner Johannes Hilpert (* 17. Januar 1897 in Leipzig; † 24. Februar 1957 in Oberursel) war ein deutscher Politiker (Zentrum, CDU), der nach 1945 in der hessischen Landespolitik einer der führenden Politiker der CDU war.

## Leben bis 1933
Werner Hilpert war der älteste Sohn von Johann Baptist und Martha Hilpert, geborene Rabe, und wuchs in einfachen Verhältnissen auf. Sein Vater arbeitete sich vom Kupferstecher zum Abteilungsleiter bei Giesecke & Devrient hoch. Nach Abschluss der Bürgerschule besuchte Hilpert das humanistische Nicolaigymnasium. Aufgrund seiner guten Leistungen erhielt er nach dem Abitur ein Stipendium und begann im April 1916 mit dem Studium der Nationalökonomie, Rechtswissenschaften und Philosophie. Dieses musste er im Juli unterbrechen, da er zum Kriegsdienst einberufen wurde. Er nahm an den Kämpfen in Rumänien und ab 1918 in Frankreich teil. Für seine militärischen Verdienste als Zugführer einer Minenwerfkompanie erhielt Hilpert die sächsische Auszeichnung der Friedrich-August-Medaille in Silber. Zusätzlich wurde er mit dem Eisernen Kreuz 2. Klasse ausgezeichnet. Nach der Rückkehr aus dem Krieg nahm er das Studium wieder auf und promovierte im Juli 1920 zum Doktor der Philosophie. Hilpert wurde als Student Mitglied der katholischen Studentenverbindung Teutonia Leipzig im KV, dem er stets verbunden blieb.
Hilpert entschied sich sodann für eine Karriere in der Wirtschaft. Seine erste Anstellung fand er bei der im Aufbau befindlichen Sächsischen Staatsbank in Leipzig und wechselte ein halbes Jahr später als Assistent zum Leipziger Verband des Einzelhandels. Gegen Ende des Jahres 1922 übernahm er die Funktion eines Syndikus, dessen Aufgabe die Regelung wirtschaftlicher Unternehmer- und Arbeitgeberfragen des Einzelhandels war. Mit seinem Freund und Kollegen Otto Kitzinger brachte er die Zeitschrift „Der Einzelhandelsdienst“ heraus. Von 1922 bis Ende 1932 übernahm Hilpert zusätzlich zu seinen Tätigkeiten im Leipziger Einzelhandelsverband das Amt des Hauptgeschäftsführers des Verbands deutscher Linoleumhändler, eines Preiskartells.

## Verfolgter des Naziregimes
Von 1932 bis 1937 war Hilpert Vorsitzender der Katholischen Aktion in Sachsen und stand in offener Gegnerschaft zum Nationalsozialismus. In Zusammenarbeit mit Carl Goerdeler war er Berater und Bevollmächtigter jüdischer Bürger bei „Arisierungen“. In der Reichspogromnacht 1938 verbrannte auch sein Büro in einem jüdischen Geschäftshaus. Anschließend saß er wegen seines Widerstandes gegen den Nationalsozialismus 5 ½ Jahre im KZ Buchenwald ein, er gehörte dem Volksfrontkomitee Buchenwald an. Die Begegnung mit dem ebenfalls inhaftierten Eugen Kogon führte zu einer lebenslangen Freundschaft. Nach der Befreiung durch die Amerikaner im Jahr 1945 war er einer von fünf Deutschen beim Internationalen Lagerkomitee Buchenwald. Zu seinen Aufgaben gehörten unter anderem die medizinische Betreuung und die Sicherung der Ernährungslage. Sein Name stand auf den „Weißen Listen“ der Amerikaner und so wurde er mit bestimmten Aufgaben der amerikanischen Militärregierung betraut.

## Tätigkeiten nach 1945
Der Amerikaner Ernest Biberfield (District Information Services Control Command) informierte die Familie über die baldige Übernahme Thüringens durch die sowjetische Besatzungsmacht und über den im Westen vermissten Sohn Werner Hilpert jr., daher reiste Hilpert auf Einladung des amerikanischen Hauptquartiers nach Frankfurt in die amerikanische Zone, wo er auf Empfehlung der Militärregierung zum Hauptgeschäftsführer der Industrie- und Handelskammer Frankfurt ernannt wurde.
Hilpert verfolgte kurzfristig zwei Ziele mit der Handelskammer. Zum einen wollte er die IHK zu einer demokratischen Einrichtung machen und zum anderen wollte er eine übergeordnete, politische Verwaltungsinstanz für das gesamte Rhein-Main-Gebiet schaffen. Hilperts Meinung nach sollten die politischen Verwaltungsbezirke den Erfordernissen der Wirtschaft entsprechen. Er schlug der Militärregierung also die Schaffung einer Rhein-Main-Handelskammer vor. Davon versprach er sich generell eine Koordinierung der gemeinsamen Arbeit und eine größere Durchschlagskraft bei der Vertretung von Verbandsinteressen. Am 7. August traten Repräsentanten von neun verschiedenen hessischen Kammern zusammen und beschlossen regelmäßige Treffen, um in bestimmten Fragen einen einheitlichen Standpunkt zu erzielen. Hilpert beabsichtigte, die Kontakte der Kammern über die amerikanische Zone hinaus zu erweitern. Deshalb nahm er Kontakt zu Kammern der britischen und französischen Zonen auf und lud ihre Vertreter zu Sitzungen ein. Hessens Handelskammern nahmen rasch eine Pionierstellung in Deutschland ein.
Von 1952 bis zu seinem Tode war er Präsident und Finanzdirektor der Deutschen Bundesbahn.

## Politik
Hilpert, der von 1926 bis 1933 Stadtverordneter in Leipzig war, wurde 1932 Landesvorsitzender der Zentrumspartei in Sachsen. Durch die Machtübernahme der Nationalsozialisten und die Auflösung der Zentrumspartei verlor er 1933 alle Funktionen. Er gehörte nach 1945 zu den Mitbegründern der CDU in Hessen und wurde deren erster Landesvorsitzender, der er bis 1952 blieb. Vom 1. November 1945 bis 5. Januar 1947 war er im Kabinett Geiler, der Allparteienregierung von Karl Geiler, stellvertretender Ministerpräsident des Landes Hessen und von 1946 bis 1947 Minister für Wirtschaft und Verkehr, sodann im Kabinett Stock vom 6. Januar 1947 bis 1950 Minister der Finanzen. Im Zuge der Debatte um die Rückerstattung geraubten oder entzogenen jüdischen Vermögens gab er Anfang 1950 als hessischer Finanzminister eine Presseerklärung heraus, in der er das zu erstattende Volumen auf 37 Milliarden DM (in heutiger Kaufkraft: 115 Milliarden Euro) schätzte (was zehnmal höher war, als später real gezahlt wurde) und kommentierte dies: „Wenn wir diese Summe aufzubringen hätten, müßten wir alle den Gashahn aufdrehen“. Hilpert investierte als Finanzminister Hessens große Summen in das darniederliegende Bildungssystem, das er als Grundstein für die Schaffung einer soliden Demokratie betrachtete. Dem Deutschen Bundestag gehörte er für wenige Wochen in der ersten Legislaturperiode bis zu seiner Mandatsniederlegung am 10. Oktober 1949 an.
Mitglied des Hessischen Landtages war er 1946/47 und 1950–1952.

## Ehrungen
Hilpert ist in Oberursel in einem Ehrengrab beigesetzt.

Denkmal in der Dr.-Werner-Hilpert-Siedlung, Oberursel

1956 erhielt er das Große Bundesverdienstkreuz mit Stern und Schulterband. Hilpert wurde Ehrenphilister der KV-Verbindungen Nassovia-Giessen und Staufia-Frankfurt. Nach Werner Hilpert sind eine Vielzahl von Straßen benannt. So etwa die Werner-Hilpert-Str. in Wiesbaden, Kassel, Neu-Isenburg, Dietzenbach oder die Hilpertstraße in Darmstadt. In Oberursel wurde eine Siedlung, die Dr.-Werner-Hilpert-Siedlung, nach ihm benannt und von Lutz Brockhaus ein kleines Denkmal errichtet. In Hamburg-Eidelstedt gibt es seit 1964 in einer Eisenbahnersiedlung einen Hilpertweg. Auch dort wurde bereits in den 1960er-Jahren ein Denkmal errichtet.

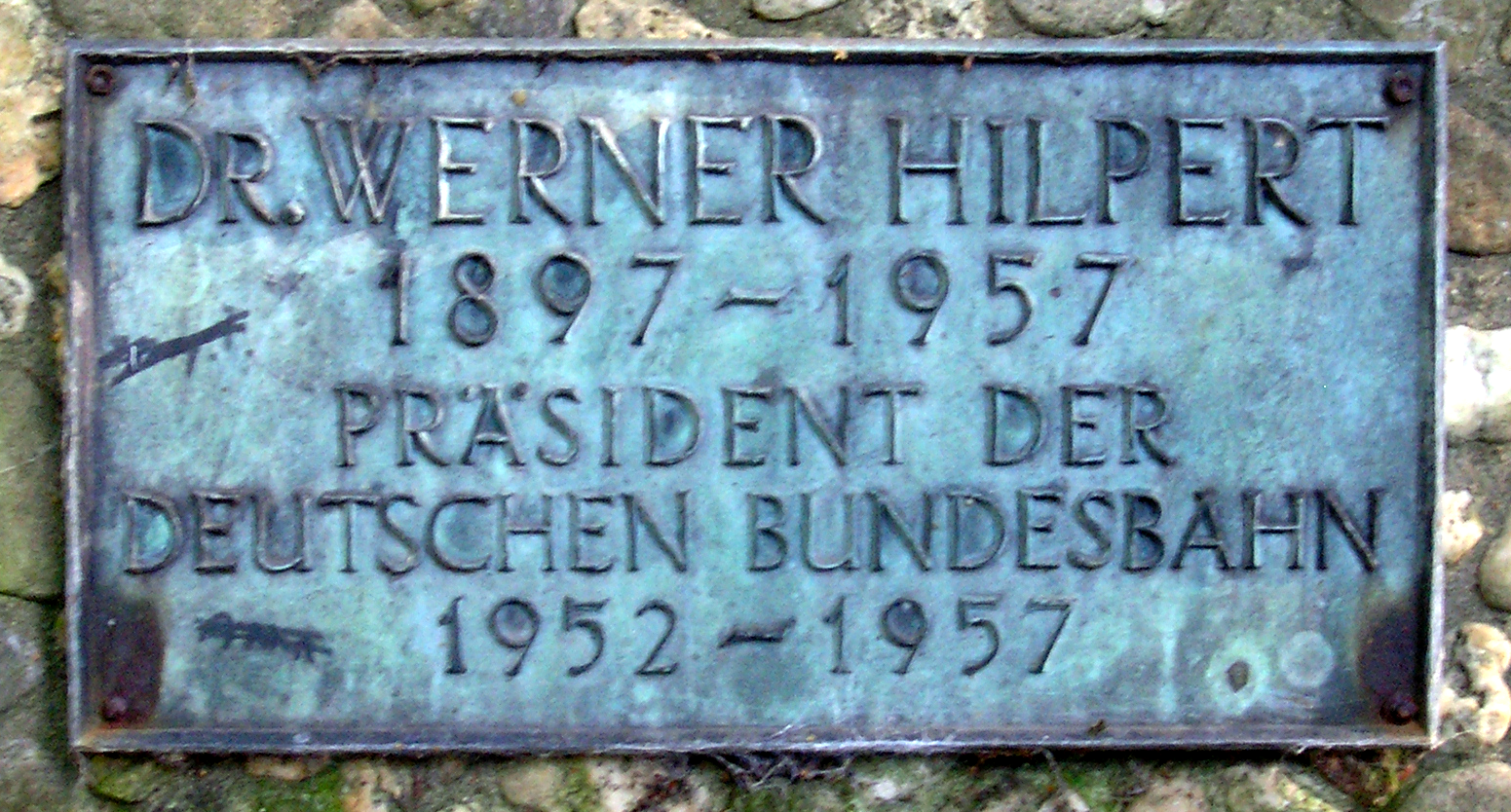
Dieses Bild zeigt eine Metalltafel mit Namen und Daten von Werner Hilpert. Sie ist am Denkmal in Hamburg-Eidelstedt angebracht.